# Madame Sans-Gêne
Pour les articles homonymes, voir Madame Sans-Gêne (homonymie).
 (janvier 2015).
Si vous disposez d'ouvrages ou d'articles de référence ou si vous connaissez des sites web de qualité traitant du thème abordé ici, merci de compléter l'article en donnant les références utiles à sa vérifiabilité et en les liant à la section « Notes et références ».
Catherine Hubscher, née le 2 février 1753 à Altenbach et morte le 29 décembre 1835 à Paris, est une femme d'origine modeste ayant connu une ascension sociale en devenant l'épouse du maréchal d'empire Lefebvre, duc de Dantzig. 
Elle est restée célèbre pour son franc-parler et ses manières populaires, qui déplaisaient fortement à l'entourage de l'empereur Napoléon Ier alors que lui l'appréciait beaucoup et la défendait toujours. Elle est restée dans l'historiographie sous le nom de « Madame Sans-Gêne », sobriquet attribué par l'auteur de théâtre Victorien Sardou en 1893, pour sa pièce Madame Sans-Gêne.

## Biographie
Personnage éminent de la vallée de Saint-Amarin, Catherine Hubscher serait née dans une maison de la rue du Bessay à Altenbach, maison existant toujours et répertoriée à l'inventaire général du patrimoine culturel français. Cette localisation fait encore débat : c'est Le Petit Journal du 5 août 1917, 82 ans après la disparition de l'intéressée, qui mentionne cette maison comme lieu de naissance de Catherine Hubscher, avec une photographie légendée : « En Alsace reconquise, Altenbach, la maison où naquit la Maréchale Lefebvre ». Cette maison est l'une des seules à Altenbach bâtie avant 1753, année de naissance de la future duchesse de Dantzig. 
Catherine Hubscher exerce le métier de repasseuse à Oderen. Femme de tempérament, d’abord cantinière puis blanchisseuse, elle épouse le 1er mars 1783 le soldat François Joseph Lefebvre, sergent aux gardes françaises, homme coquet et gracieux. L'ascension sociale de son époux, maréchal d'Empire le 19 mai 1804, lui fait intégrer la cour impériale sans qu'elle perde son parler et ses manières populaires, au grand dam de beaucoup. Loyale envers l'Empereur, elle ne se privait pourtant pas de le critiquer et le désarmait — il l'appréciait pour sa franchise et la soutenait contre ceux qui voulaient la chasser de la cour —, tenant aussi tête à Talleyrand, pourtant expert en joutes verbales. 
Elle eut quatorze enfants, dont treize n'atteignirent pas l'âge adulte, et vécut de 1813 à 1832 dans le château acheté par son mari, situé dans la commune actuelle de Pontault-Combault, dont il est devenu depuis l'hôtel de ville.
Vivant alors dans une grande richesse, elle n'oubliera jamais ses origines modestes : bonne et généreuse, elle venait en aide à ses proches moins favorisés qu'elle. Morte à Paris le 29 décembre 1835, elle est inhumée au cimetière du Père-Lachaise.

## Dans les arts et la culture populaire

### Théâtre

#### Comédie
- Le personnage a été immortalisé sous ce nom par la pièce Madame Sans-Gêne de Victorien Sardou (1893), écrite en collaboration avec Émile Moreau[3]. Mais son héroïne mêle en réalité les histoires de deux femmes : Catherine Hubscher et Marie-Thérèse Figueur, femme-soldat née à Talmay le 17 janvier 1774.
- La pièce originale est reprise en 1973 au Théâtre de Paris dans une mise en scène de Michel Roux, puis le 11 mai 1974 au théâtre Marigny pour l'enregistrement de l'émission télévisée Au théâtre ce soir diffusée le 24 décembre 1974 :
  - Jacqueline Maillan : Madame Sans-Gêne.

### Opéra
- Madame Sans-Gêne est un opéra en trois actes d'Umberto Giordano, adapté de cette pièce par Renato Simoni (1915).

### Filmographie

#### Cinéma
- 1900 : Madame Sans-Gêne, court métrage réalisé par Clément Maurice [4].
- 1909 : Madame Sans-Gêne (da) réalisé par Viggo Larsen [5].
- 1911 : Madame Sans-Gêne, film français réalisé par André Calmettes [6].
- 1920 : Napoléon et la petite blanchisseuse (de) réalisé par Adolf Gärtner (de) [7].
- 1925 : Madame Sans-Gêne réalisé par Léonce Perret [8].
- 1941 : Madame Sans-Gêne est un film français réalisé par Roger Richebé [9]. 
  - Arletty : Madame Sans-Gêne ;
  - Albert Dieudonné : Napoléon
  - Henri Nassiet : le maréchal Lefebvre.
- 1945 : Madame Sans-Gêne film argentin réalisé par Luis César Amadori [10].
- 1961 : Madame Sans-Gêne est un film franco-hispano-italien réalisé par Christian-Jaque [11].   
  - Sophia Loren : Madame Sans-Gêne ;
  - Robert Hossein : le maréchal Lefebvre
  - Julien Bertheau : Napoléon Bonaparte

#### Télévision

##### Téléfilm
- 1963 : Madame Sans-Gêne de Claude Barma [12] avec :
  - Sophie Desmarets : Madame Sans-Gêne ;
  - Raymond Pellegrin : Napoléon ;
  - Renaud Mary : le maréchal Lefebvre.
- 2002 : Madame Sans-Gêne réalisé par Philippe de Broca [13].

### Littérature

#### Bande dessinée
- Elle apparaît également dans Godaille et Godasse de Sandron et Cauvin, parue d'abord dans le journal de Spirou, puis en albums chez Dupuis (1982).
- Elle est encore au centre d'une chasse au trésor dans la bande dessinée de Bruno Bertin, Vick et Vicky et l'héritage, publiée aux éditions P'tit Louis (2010).

#### Roman
- La vie romancée de Catherine Hubscher a été publiée en 1986 sous le titre Thérèse Sans-Gêne (le roman de la vraie Madame Sans-Gêne[14]).